# Kathryn Moler
Kathryn Ann Moler (* in Michigan) ist eine US-amerikanische Physikerin, Professorin und Dean of Research an der Stanford University in Kalifornien.

## Leben
Kathryn Moler erhielt ihren PhD. im Jahre 1995 an der Stanford University. Im selben Jahr arbeitete sie als Visiting Scientist an dem Thomas J. Watson Research Center der IBM, bevor sie an die Princeton University wechselte und dort als Postdoc arbeitete. 1998 ging sie als Associate Professor wieder an die Stanford University zurück, wo sie heute Full Professor ist. Sie ist Mitglied des Faculty Senate und der University Budget Group der Stanford University. Seit dem 1. September 2018 ist sie dort Vice Provost und Dean of Research.
Sie ist Co-Founder des im Jahre 2004 gegründeten Center for Probing the Nanoscale, an dem sie bis 2011 auch Direktorin war.

## Forschung
In ihrer Dissertation untersuchte Kathryn Moler die spezifische Wärme von Hochtemperatur-Supraleitern in Abhängigkeit von externen Magnetfeldern. Später verwendete sie hochauflösende SQUID-Mikroskopie zur Untersuchung von Flusslinien in Hochtemperatur-Supraleitern und magnetischen Domänen in Metalloxid-Heterostrukturen. In weiteren Arbeiten erforschte sie die magnetischen Eigenschaften von Josephson-Kontakten sowie Randkanäle in Halbleiter-Heterostrukturen.

## Preise und Auszeichnungen
Von 2001 bis 2006 war Kathryn Moler Fellow der David and Lucile Packard Foundation. Seit 2008 ist sie außerdem Fellow der American Physical Society. 2001 wurde sie mit dem Richtmyer Award der American Association of Physics Teachers ausgezeichnet, drei Jahre später wurde sie Sapp Family University Fellow in Undergraduate Education. Von 1999 bis 2001 war sie außerdem Fellow der Alfred P. Sloan Foundation, und im Jahr 2000 erhielt sie den Presidential Early Career Award for Scientists and Engineers. 2021 wurde Moler in die National Academy of Sciences gewählt.